# Емілія Шварцбург-Зондерсгаузенська
Емілія Фредеріка Шарлотта Шварцбург-Зондерсгаузенська (нім. Emilie Friederike Charlotte von Schwarzburg-Sondershausen; 23 квітня 1800 — 2 квітня 1867) — принцеса Шварцбург-Зондерсгаузенська з дому Шварцбургів. Донька князя Шварцбург-Зондерсгаузену Ґюнтера Фрідріха Карла I та принцеси Шварцбург-Рудольштадтської Кароліни, дружина князя Ліппе Леопольда II, мати трьох князів Ліппе: Леопольда III, Вольдемара й Александра.

## Біографія
Народилася 23 квітня 1800 року в Зондерсгаузені. Стала первісткою в родині князя Шварцбург-Зондерсгаузена Ґюнтера Фрідріха Карла I та його дружини Кароліни Шварцбург-Рудольштадтської, з'явившись на світ за десять місяців після їхнього весілля. Наступного року сім'я поповнилася сином, який також отримав ім'я Ґюнтер Фрідріх Карл.
Батько спершу був доволі популярним правителем і протегував культурному розвиткові, але, відмовившись від ліберальних поступок, свою популярність утратив. Мати, маючи зовсім різні звички з ним і спосіб мислення, у 1816 році переїхала з дітьми до Арнштадту, де вела тихе спокійне життя.
Емілія на свій 20-й день народження стала дружиною 23-річного князя Ліппе Леопольда II. Вінчання пройшло в Арнштадті. Наречений через важке дитинство був людиною відлюдькуватою, полюбляв лише полювання й театр. Утім, подружжя вело зразкове сімейне життя. Мешкала пара в Детмольдському замку. Емілія мала добрі відносини зі свекрухою, яка померла наприкінці того ж року, вважаючи її взірцем. Княгиню змальовували як добру й ніжну жінку, яка підкорялася суворому способу життя чоловіка. В них народилося дев'ятеро дітей, які, щоправда, не полишили нащадків.
Леопольд пішов з життя 1 січня 1851 року в Детмольді. Емілія померла за часів правління старшого сина, 2 квітня 1867. Була похована у третій кімнаті мавзолею Детмольду поруч із чоловіком.

## Родина

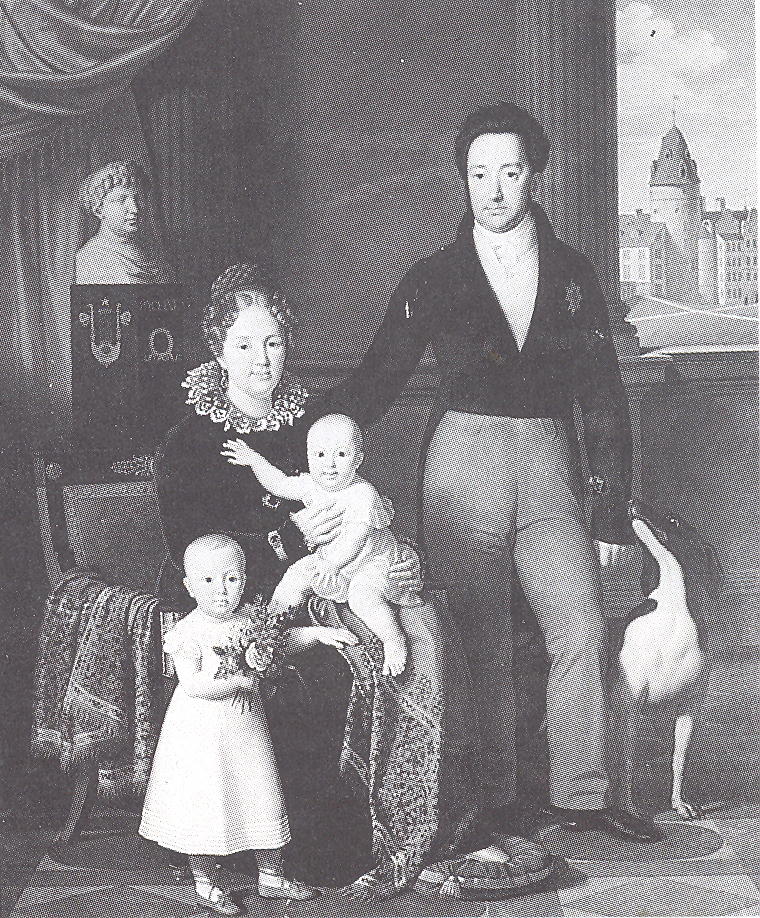
Із чоловіком і дітьми на портреті невідомого майстра

Чоловік — Леопольд II
Діти:
- Леопольд (1821—1875) — князь Ліппе в 1851—1875 роках, був одруженим із принцесою Єлизаветою Шварцбург-Рудольштадтською, дітей не мав;
- Луїза (1822—1887) — одружена не була, дітей не мала;
- Вольдемар (1824—1895) — князь Ліппе в 1875—1895 роках, був одруженим з баденською принцесою Софією, дітей не мав;
- Фредеріка (1825—1897) — одружена не була, дітей не мала;
- Фрідріх (1827—1854) — одруженим не був, дітей не мав;
- Герман (1829—1884) — одруженим не був, дітей не мав;
- Александер (1831—1905) — князь Ліппе в 1895—1905 роках, одруженим не був, дітей не мав;
- Карл (1832—1834) — прожив півтора року;
- Пауліна (1834—1906) — одружена не була, дітей не мала.